# نیروگاه بادی بانگوئی
نیروگاه بادی بانگوئی (انگلیسی: Bangui Wind Farm) یک نیروگاه بادی در بانگوئی، ایلوکوس شمالی، فیلیپین است. این نیروگاه بادی از ۲۰ واحد توربین بادی وستاس وی۸۲ (V82) ۱٫۶۵ مگاوات که در ارتفاع ۷۰ متر (۲۳۰ فوت) قرار دارند، بهره می‌برد که در یک ردیف به امتداد ۹ کیلومتر (۵٫۶ مایل) در خط ساحلی خلیج بانگوئی، حاشیه دریای جنوبی چین واقع شده‌اند.
فاز اول پروژه ساخت نیروگاه نورث‌ویند در خلیج بانگوئی شامل ۱۵ توربین بادی بود که حداکثر ظرفیت تولید برق هر کدام بالغ بر ۱٫۶۵ مگاوات بوده و در مجموع برابر با ۲۴٫۷۵ مگاوات می‌گردید. فاز ۲ در ماه اوت ۲۰۰۸ تکمیل گردید و ۵ توربین بادی دیگر به توربین‌های قبلی اضافه شد و حداکثر ظرفیت تولید برق را به ۳۳ مگاوات رساند.